# Ravenstein, Baden-Württemberg
Ravenstein är en stad i Neckar-Odenwald-Kreis i regionen Rhein-Neckar i Regierungsbezirk Karlsruhe i förbundslandet Baden-Württemberg i Tyskland. 
Kommunen bildades 1 december 1971 genom en sammanslagning av kommunerna  Erlenbach, Hüngheim, Merchingen, Oberwittstadt och Unterwittstadt samt sataden Ballenberg. Kommenen blev stad 1 april 1974.
Staden ingår i kommunalförbundet Osterburken tillsammans med staden Ravenstein och kommunen Rosenberg.